# The Stunt Man
The Stunt Man is een actiekomedie uit 1980 geregisseerd door Richard Rush. De hoofdrollen worden gespeeld door Peter O'Toole, Steve Railsback en Barbara Hershey. De film is gebaseerd op het gelijknamige boek uit 1970 van Paul Brodeur en gaat over een jonge voortvluchtige die zich verstopt op de set van een film.
De film werd genomineerd voor drie  Oscars, waaronder de Oscar voor beste regisseur. De film wist uiteindelijk geen nominatie te verzilveren.

## Rolverdeling
| Acteur          | Personage     |
| --------------- | ------------- |
| Peter O'Toole   | Eli Cross     |
| Steve Railsback | Cameron       |
| Barbara Hershey | Nina Franklin |
| Allen Garfield  | Sam           |
| Alex Rocco      | Jake          |
| Sharon Farrell  | Denise        |

## Prijzen en nominaties
| Jaar | Prijs          | Categorie               | Genomineerde(n)                 | Uitslag     |
| ---- | -------------- | ----------------------- | ------------------------------- | ----------- |
| 1980 | Academy Awards | Beste regisseur         | Richard Rush                    | Genomineerd |
| 1980 | Academy Awards | Beste bewerkte scenario | Lawrence B. Marcus Richard Rush | Genomineerd |
| 1980 | Academy Awards | Beste acteur            | Peter O'Toole                   | Genomineerd |